# Rumeni rman
Rumeni rman znanstveno ime Achillea filipendulina) je vrsta trajnice, ki izvira  iz osrednje in jugozahodne Azije (Kazahstan, Afganistan, Pakistan, Iran, Irak, Turčija, Kavkaz), vendar je danes razširjena tudi po Evropi in delih Severne Amerike.